# Gabrielle (película de 2005)
Gabrielle es una película francesa de 2005 de Patrice Chéreau. Su guion se basa en el cuento El regreso de Joseph Conrad.

## Trama
Jean Harvey y su esposa Gabrielle son personalidades reconocidas dentro de la alta burguesía parisina, por sus visitas a salones de banquetes los jueves por la noche.
Jean y Gabrielle llevan una vida cómoda aunque adusta en una mansión bien ubicada en París, siendo atendidos por un séquito de devotos sirvientes. Ahora bien, su matrimonio es más un contrato que una relación de pareja. Jean revela a los espectadores que ama a Gabrielle «de la misma manera que un coleccionista ama a su más preciado objeto».
En su décimo aniversario de bodas, al regresar a casa, Jean consigue una nota escrita por Gabrielle donde le avisa que ella lo dejará para conseguirse con su amante. Jean pasa unos minutos tratando de asimilar el significado de la nota. Poco tiempo después, Gabrielle regresa y a partir de ese momento, comienzan a reflexionar sobre su vida de casados hasta el final de la película.

## Reparto
- Isabelle Huppert — Gabrielle Hervey
- Pascal Greggory — Jean Hervey
- Claudia Coli — Yvonne, la criada de Gabrielle
- Thierry Hancisse — Editor en jefe de la revista financiera de Jean
- Chantal Neuwirth — Madeleine

## Recepción
Gabrielle se ubicó en el puesto número 89 de las mejores películas del 2000 según la revista Slant

## Nominaciones y premios
- Premios César 2006
  - Obtenido: Mejor vestuario (Caroline de Vivaise)
  - Obtenido: Mejor decorado (Olivier Radot)
  - Nominada: Mejor actriz (Isabelle Huppert)
  - Nominada: Mejor fotografía (Eric Gautier)
  - Nominada: Mejor sonido (Olivier Dô Hùu, Benoît Hillebrant and Guillaume Sciama)
  - Nominada: Mejor guion original – adaptación (Patrice Chéreau and Anne-Louise Trividic)

- Festival de Venecia 2005
  - Nominada: León de Oro (Patrice Chéreau)